# Nati nel 1994/Ottobre
| Questa pagina contiene informazioni ricavate automaticamente dalle voci biografiche con l'ausilio del template Bio e di un bot. L'aggiornamento è periodico e automatico e ricostruisce completamente la pagina. Se manca una persona in questa lista, sei pregato di non aggiungerla, ma accertati piuttosto che la sua voce biografica contenga il template Bio e che i dati anagrafici siano correttamente compilati. Se il template Bio manca, inseriscilo tu stesso o, in alternativa, metti l'avviso {{tmp\|Bio}} che ne segnala la mancanza. Se i dati riportati sono sbagliati, correggi direttamente la voce biografica; le modifiche saranno visibili in questa lista entro pochi giorni. Per chiarimenti vedi il progetto biografie. La lista contiene solo le 415 persone che sono citate nell'enciclopedia e per le quali è stato implementato correttamente il template Bio. Pagina aggiornata al 10 ago 2025. |

- 1º ottobre - Rodrigo Aguirre, calciatore uruguaiano
- 1º ottobre - Islam Batran, calciatore palestinese
- 1º ottobre - Lisa Fissneider, ex nuotatrice italiana
- 1º ottobre - Wayne Gallman, giocatore di football americano statunitense
- 1º ottobre - Mahmoud Hassan, calciatore egiziano
- 1º ottobre - Ali Hisni, calciatore iracheno
- 1º ottobre - Dejan Meleg, calciatore serbo
- 1º ottobre - Cedric Mullins, giocatore di baseball statunitense
- 1º ottobre - Pedro Rocha Neves, calciatore brasiliano
- 1º ottobre - Azizbek Turg'unboev, calciatore uzbeko
- 1º ottobre - Aleš Čermák, calciatore ceco
- 2 ottobre - Rachele Baldi, calciatrice italiana
- 2 ottobre - Yacouba Coulibaly, calciatore burkinabé
- 2 ottobre - Romaro Gill, cestista giamaicano
- 2 ottobre - Paweł Jaroszyński, calciatore polacco
- 2 ottobre - Brendan Meyer, attore canadese
- 2 ottobre - Farshad Noor, calciatore afghano
- 2 ottobre - Jan Van den Bergh, calciatore belga
- 2 ottobre - Eddy Yusof, ginnasta svizzero
- 2 ottobre - Julija Čumačenko, altista ucraina
- 3 ottobre - Kepa Arrizabalaga, calciatore spagnolo
- 3 ottobre - Enzo Basilio, calciatore francese
- 3 ottobre - Gustavo Blanco, calciatore brasiliano
- 3 ottobre - Tim Boyle, giocatore di football americano statunitense
- 3 ottobre - Saga Fredriksson, calciatrice svedese
- 3 ottobre - Nicholas Grainger, nuotatore britannico
- 3 ottobre - Alba Hernández, pallavolista portoricana
- 3 ottobre - Ataa Jaber, calciatore palestinese
- 3 ottobre - Anthony Jeffrey, calciatore guyanese
- 3 ottobre - Seth Jones, hockeista su ghiaccio statunitense
- 3 ottobre - Kōsuke Kinoshita, calciatore giapponese
- 3 ottobre - Henkie T, rapper surinamese
- 3 ottobre - Morgan Mitchell, velocista australiana
- 3 ottobre - Fejsal Mulić, calciatore serbo
- 3 ottobre - Juanjo Nieto, calciatore spagnolo
- 3 ottobre - Dennis Olsson, calciatore svedese
- 3 ottobre - Nuni Omot, cestista sudsudanese
- 3 ottobre - Stefano Paghi, hockeista su pista italiano
- 3 ottobre - London Perrantes, cestista statunitense
- 3 ottobre - Jimi Salonen, sciatore freestyle finlandese
- 3 ottobre - Ryan Sample, giocatore di football americano statunitense
- 3 ottobre - Alex Verginer, multiplista e bobbista italiano
- 3 ottobre - Marcus Walz, canoista spagnolo
- 4 ottobre - Sarah Aarons, cantautrice australiana
- 4 ottobre - Elizabeth Bird, siepista britannica
- 4 ottobre - Valdívia, calciatore brasiliano
- 4 ottobre - Markus Hoelgaard, ciclista su strada norvegese
- 4 ottobre - Elena López, ginnasta spagnola
- 4 ottobre - Sabrina Maier, ex sciatrice alpina austriaca
- 4 ottobre - Jacob Mampuya, cestista tedesco
- 4 ottobre - Sven Thorgren, snowboarder svedese
- 4 ottobre - Evgenija Zacharova, pattinatrice di short track russa
- 5 ottobre - Jake Atlas, wrestler statunitense
- 5 ottobre - Jamie Clarke, giocatore di snooker gallese
- 5 ottobre - Rui Dabó, calciatore portoghese
- 5 ottobre - Matteo Faustini, cantautore e musicista italiano
- 5 ottobre - Tre'Shaun Fletcher, ex cestista statunitense
- 5 ottobre - Eric Garcia, cestista statunitense
- 5 ottobre - Paolo Inselvini, politico italiano
- 5 ottobre - Leontía Kallénou, altista cipriota
- 5 ottobre - Said Llambay, calciatore argentino
- 5 ottobre - Park Ju-hyun, attrice sudcoreana
- 5 ottobre - Spencer Sautu, calciatore zambiano
- 5 ottobre - Kameron Taylor, cestista statunitense
- 5 ottobre - Robert Tvorogal, ginnasta lituano
- 5 ottobre - Zachary Williams, attore statunitense
- 6 ottobre - Headie One, rapper britannico
- 6 ottobre - Goodness Ajayi, calciatore nigeriano
- 6 ottobre - Loyle Carner, rapper britannico
- 6 ottobre - Bartosz Dziedzic, giocatore di football americano polacco
- 6 ottobre - Tomasz Dziedzic, giocatore di football americano polacco
- 6 ottobre - Benedik Mioč, calciatore croato
- 6 ottobre - Matthew Pennington, calciatore inglese
- 6 ottobre - Brett Prahl, ex cestista statunitense
- 6 ottobre - Lukas Wasmeier, ex sciatore alpino tedesco
- 6 ottobre - Gastón Whelan, cestista argentino
- 6 ottobre - Yang Fangxu, pallavolista cinese
- 7 ottobre - Ėl'mira Abdrazakova, modella kazaka
- 7 ottobre - Valon Ahmedi, calciatore albanese
- 7 ottobre - ItsOkToCry, rapper e cantautore statunitense
- 7 ottobre - Omar Banana, attore spagnolo
- 7 ottobre - Fabio Basile, judoka italiano
- 7 ottobre - Rashard Higgins, ex giocatore di football americano statunitense
- 7 ottobre - Marko Jurić, calciatore croato
- 7 ottobre - Nikos Katharios, calciatore greco
- 7 ottobre - Antonio Luisi, calciatore lussemburghese
- 7 ottobre - Wanderson, calciatore brasiliano
- 7 ottobre - Luis Milla Manzanares, calciatore spagnolo
- 7 ottobre - Lautaro Montoya, calciatore argentino
- 7 ottobre - Beslan Mudranov, judoka e ex lottatore russo
- 7 ottobre - Mark Ogden, cestista statunitense
- 7 ottobre - Nolan Sotillo, attore, cantautore e polistrumentista statunitense
- 7 ottobre - Charlotta Säfvenberg, sciatrice alpina svedese
- 7 ottobre - Amedeo Tessitori, cestista italiano
- 7 ottobre - Pablo Vázquez, calciatore spagnolo
- 8 ottobre - Hiroki Akino, calciatore giapponese
- 8 ottobre - Mauro Andrés Caballero, calciatore paraguaiano
- 8 ottobre - Winona Oak, cantautrice svedese
- 8 ottobre - Manuel Feil, calciatore tedesco
- 8 ottobre - Pavel Grunt, cestista ceco
- 8 ottobre - Luca Hänni, cantante e polistrumentista svizzero
- 8 ottobre - Lucas Jensen, calciatore danese
- 8 ottobre - Juan Ríos Lopera, tuffatore colombiano
- 8 ottobre - Deshawon Nembhard, calciatore beliziano
- 8 ottobre - Kōnstantinos Panagī, calciatore cipriota
- 8 ottobre - Leart Paqarada, calciatore tedesco
- 8 ottobre - Adam Pavlásek, tennista ceco
- 8 ottobre - Maximiliano Pérez, calciatore uruguaiano
- 8 ottobre - Adam Ståhl, calciatore svedese
- 8 ottobre - Sekou Wiggs, cestista statunitense
- 9 ottobre - Alexie Alaïs, giavellottista francese
- 9 ottobre - Laura De Neve, calciatrice belga
- 9 ottobre - Chrīstos Dōnīs, calciatore greco
- 9 ottobre - Jodelle Ferland, attrice canadese
- 9 ottobre - Christina Hering, mezzofondista tedesca
- 9 ottobre - Triston Hodge, calciatore trinidadiano
- 9 ottobre - Carl Holdt, giocatore di football americano svizzero
- 9 ottobre - Atanas Iliev, calciatore bulgaro
- 9 ottobre - Anthony Miller, giocatore di football americano statunitense
- 9 ottobre - Asisat Oshoala, calciatrice nigeriana
- 9 ottobre - Lucas Otávio, ex calciatore brasiliano
- 10 ottobre - Kyle Allen, attore statunitense
- 10 ottobre - Ferhad Ayaz, calciatore turco
- 10 ottobre - Suzy, cantante e attrice sudcoreana
- 10 ottobre - Sadiq El Fitouri, calciatore libico
- 10 ottobre - Alessandro Golinucci, calciatore sammarinese
- 10 ottobre - Mahamedchabib Kadzimahamedaŭ, lottatore bielorusso
- 10 ottobre - Camila Martins Pereira, calciatrice brasiliana
- 10 ottobre - Cyril Metzger, attore svizzero
- 10 ottobre - Kōki Niwa, tennistavolista giapponese
- 10 ottobre - Marios Ogkmpoe, calciatore greco
- 10 ottobre - Eli Plut, ex sciatrice alpina slovena
- 10 ottobre - Brayan Riascos, calciatore colombiano
- 10 ottobre - Juan Ramón Rivas, cestista statunitense
- 10 ottobre - Ola Rudnicka, supermodella polacca
- 10 ottobre - Tereza Smitková, tennista ceca
- 10 ottobre - Heijan, rapper turco
- 10 ottobre - Mike Tobey, cestista statunitense
- 10 ottobre - Marquez Valdes-Scantling, giocatore di football americano statunitense
- 11 ottobre - Abdulellah Al-Malki, calciatore saudita
- 11 ottobre - Phora, rapper statunitense
- 11 ottobre - Andrea Beghetto, calciatore italiano
- 11 ottobre - Tomáš Brigant, calciatore slovacco
- 11 ottobre - Arnel Cabrera, pallavolista portoricano
- 11 ottobre - Stacy Davis, cestista statunitense
- 11 ottobre - Adelina Engman, calciatrice finlandese
- 11 ottobre - Mikael Mandron, calciatore francese
- 11 ottobre - Imani McGee-Stafford, cestista statunitense
- 11 ottobre - Denys Mirošničenko, calciatore ucraino
- 11 ottobre - Clésio, calciatore mozambicano
- 11 ottobre - Júnior Santos, calciatore brasiliano
- 11 ottobre - Romain Seigle, ciclista su strada, ciclocrossista e mountain biker francese
- 11 ottobre - T.J. Watt, giocatore di football americano statunitense
- 12 ottobre - Shirin Akter, velocista bangladese
- 12 ottobre - Kristrún Rut Antonsdóttir, calciatrice e ex cestista islandese
- 12 ottobre - Pamela Begič, calciatrice slovena
- 12 ottobre - Odette Giuffrida, judoka italiana
- 12 ottobre - Bryce Jones, cestista statunitense
- 12 ottobre - Toby Marlow, scrittore, compositore e attore britannico
- 12 ottobre - Claire O'Riordan, calciatrice irlandese
- 12 ottobre - Cláudia Pascoal, cantante portoghese
- 12 ottobre - Q.J. Peterson, cestista statunitense
- 12 ottobre - Liam Polworth, calciatore scozzese
- 12 ottobre - Valērijs Šabala, calciatore lettone
- 12 ottobre - Iina Salmi, calciatrice finlandese
- 12 ottobre - Olivia Smoliga, nuotatrice statunitense
- 12 ottobre - Azinho Solomon, calciatore sanvincentino
- 12 ottobre - Jonathan Tamimi, calciatore svedese
- 12 ottobre - Giovanni Terrani, calciatore italiano
- 13 ottobre - Kübra Akman, pallavolista turca
- 13 ottobre - Angélica André, nuotatrice portoghese
- 13 ottobre - Noah Crawford, attore statunitense
- 13 ottobre - Anthony D'Alberto, calciatore congolese (Repubblica Democratica del Congo)
- 13 ottobre - Ian Lariba, tennistavolista filippina († 2018)
- 13 ottobre - Callum Paterson, calciatore scozzese
- 13 ottobre - Everon Pisas, calciatore olandese
- 13 ottobre - Hinako Sano, modella e attrice giapponese
- 13 ottobre - Cyprien Sarrazin, sciatore alpino francese
- 13 ottobre - Jessica Sigsworth, calciatrice britannica
- 13 ottobre - Damano Solomon, calciatore giamaicano
- 13 ottobre - Miguel Tabuena, golfista filippino
- 13 ottobre - Adam Thurston, calciatore inglese
- 13 ottobre - Eddie Vanderdoes, giocatore di football americano statunitense
- 13 ottobre - Yūta Watanabe, cestista giapponese
- 14 ottobre - Ville Ahonen, fondista finlandese
- 14 ottobre - Carly DeHoog, pallavolista statunitense
- 14 ottobre - Godsway Donyoh, calciatore ghanese
- 14 ottobre - Lorenzo Federici, attore italiano
- 14 ottobre - Jared Goff, giocatore di football americano statunitense
- 14 ottobre - Jean-François Kebe, cestista francese
- 14 ottobre - Halimah Nakaayi, mezzofondista ugandese
- 14 ottobre - Michail Nazarov, saltatore con gli sci russo
- 14 ottobre - Jordan Pothain, nuotatore francese
- 14 ottobre - Sönke Rothenberger, cavaliere tedesco
- 14 ottobre - Verena Steinhauser, triatleta italiana
- 14 ottobre - Reuben Te Rangi, cestista neozelandese
- 14 ottobre - Wallace Fortuna dos Santos, calciatore brasiliano
- 15 ottobre - Hamza Barry, calciatore gambiano
- 15 ottobre - Ben Holmes, giocatore di football americano statunitense
- 15 ottobre - Viktorija Mazur, ex ginnasta ucraina
- 15 ottobre - Jhon Mondragón, calciatore colombiano
- 15 ottobre - Sebastián Yatra, cantautore, compositore e musicista colombiano
- 15 ottobre - Alex Oikkonen, calciatore finlandese
- 15 ottobre - Marlon Ritter, calciatore tedesco
- 15 ottobre - Ty Sabin, cestista statunitense
- 15 ottobre - Lil Kleine, rapper olandese
- 15 ottobre - Hossein Vafaei, giocatore di snooker iraniano
- 16 ottobre - Amelia Lily, cantante britannica
- 16 ottobre - Billy Garrett, cestista statunitense
- 16 ottobre - Ben Gedeon, giocatore di football americano statunitense
- 16 ottobre - Akari Kitō, doppiatrice e cantante giapponese
- 16 ottobre - Brendan Langley, giocatore di football americano statunitense
- 16 ottobre - Nicholas Lüchinger, ex calciatore svizzero
- 16 ottobre - Alice Oseman, scrittrice britannica
- 16 ottobre - Issouf Paro, calciatore burkinabé
- 16 ottobre - Jim Varela, calciatore uruguaiano
- 16 ottobre - Gianmarco Vettori, attore italiano
- 17 ottobre - Diante Baldwin, cestista statunitense
- 17 ottobre - Charles Callison, cestista statunitense
- 17 ottobre - Sara Doshō, lottatrice giapponese
- 17 ottobre - Jordan Faison, cestista statunitense
- 17 ottobre - Federico Garibaldi, canottiere italiano
- 17 ottobre - Guleed, rapper svedese
- 17 ottobre - Ondřej Kolář, calciatore ceco
- 17 ottobre - Agnieszka Kąkolewska, pallavolista polacca
- 17 ottobre - Lee So-young, pallavolista sudcoreana
- 17 ottobre - Bernard Mensah, calciatore ghanese
- 17 ottobre - Jake Nerwinski, calciatore statunitense
- 17 ottobre - Birjan Orazov, giocatore di calcio a 5 kazako
- 17 ottobre - Myles Straw, giocatore di baseball statunitense
- 17 ottobre - Alejandra Valencia, arciera messicana
- 17 ottobre - Christania Williams, velocista giamaicana
- 17 ottobre - Pocah, cantante brasiliana
- 17 ottobre - Raúl de Tomás, calciatore spagnolo
- 18 ottobre - Alexis Castro, calciatore argentino
- 18 ottobre - Axumawit Embaye, mezzofondista etiope
- 18 ottobre - Darron Lee, giocatore di football americano statunitense
- 18 ottobre - Lü Bin, pugile cinese
- 18 ottobre - John McGinn, calciatore scozzese
- 18 ottobre - Maksim Palienko, calciatore russo
- 18 ottobre - Cassidy Pickrell, pallavolista statunitense
- 18 ottobre - Christian Schoissengeyr, calciatore austriaco
- 18 ottobre - Ksenija Vojšal', cestista bielorussa
- 18 ottobre - Pascal Wehrlein, pilota automobilistico tedesco
- 19 ottobre - Saifedine Alekma, lottatore francese
- 19 ottobre - Guillermo de Amores, calciatore uruguaiano
- 19 ottobre - Ángel Cardozo, calciatore paraguaiano
- 19 ottobre - Alex Carter, giocatore di football americano statunitense
- 19 ottobre - Astrið Foldarskarð, nuotatrice faroese
- 19 ottobre - Matej Mohorič, ciclista su strada sloveno
- 19 ottobre - Danila Semerikov, pattinatore di velocità su ghiaccio russo
- 19 ottobre - Agnė Sereikaitė, pattinatrice di short track lituana
- 19 ottobre - Rodrigo Vargas Castillo, calciatore boliviano
- 19 ottobre - Chad Williams, giocatore di football americano statunitense
- 19 ottobre - Eroll Zejnullahu, calciatore tedesco
- 20 ottobre - Pedro Barral, cestista argentino
- 20 ottobre - Brennan Clost, ballerino e attore canadese
- 20 ottobre - José Contreras Verna, calciatore venezuelano
- 20 ottobre - Martinas Geben, cestista lituano
- 20 ottobre - Yūta Koide, calciatore giapponese
- 20 ottobre - Sōta Mino, calciatore giapponese
- 20 ottobre - Hiroki Nishimura, dirigente sportivo e ex ciclista su strada giapponese
- 20 ottobre - Gabriel Quiñones, pallavolista portoricano
- 20 ottobre - Martinas Rankin, giocatore di football americano statunitense
- 20 ottobre - Səmra Rəhimli, cantante azera
- 20 ottobre - Issaka Samaké, calciatore maliano
- 20 ottobre - Yuliya Shvayger, scacchista ucraina
- 20 ottobre - Faye Sultan, nuotatrice kuwaitiana
- 21 ottobre - Aias Aosman, calciatore siriano
- 21 ottobre - Freda Ayisi, calciatrice inglese
- 21 ottobre - Alin Dobrosavlevici, calciatore rumeno
- 21 ottobre - Jan Grzesik, calciatore polacco
- 21 ottobre - Jefferson Mateus de Assis Estácio, calciatore brasiliano
- 21 ottobre - Florian Kath, calciatore tedesco
- 21 ottobre - João Sabino Mendes, calciatore portoghese
- 21 ottobre - Hernán Petryk, calciatore uruguaiano
- 21 ottobre - Alessia Polieri, nuotatrice italiana
- 21 ottobre - Pablo Soda, calciatore argentino
- 21 ottobre - Fahad Talib, calciatore iracheno
- 21 ottobre - Robert Taylor, calciatore finlandese
- 21 ottobre - Miriam Uro-Nilje, cestista ucraina
- 21 ottobre - Natal'ja Voronina, pattinatrice di velocità su ghiaccio russa
- 21 ottobre - Stanley Whittaker, cestista statunitense
- 22 ottobre - Felix Baldauf, lottatore norvegese
- 22 ottobre - Michael Brake, canottiere neozelandese
- 22 ottobre - Corbin Burnes, giocatore di baseball statunitense
- 22 ottobre - Nicolò Cerbo, ex sciatore alpino italiano
- 22 ottobre - Markel Crawford, cestista statunitense
- 22 ottobre - Moustafa Kejo, cestista egiziano
- 22 ottobre - Hannah Köck, ex sciatrice alpina austriaca
- 22 ottobre - Aksel Nõmmela, ex ciclista su strada estone
- 22 ottobre - Chiara Pasqualini, calciatrice italiana
- 22 ottobre - Kaveri Priyam, attrice indiana
- 22 ottobre - Alberta Santuccio, schermitrice italiana
- 22 ottobre - Floris Versteeg, cestista olandese
- 23 ottobre - Patimat Abakarova, taekwondoka russa
- 23 ottobre - Vlatko Blažević, calciatore croato
- 23 ottobre - Peter Chol, calciatore sudanese
- 23 ottobre - Patrick Da Silva, calciatore danese
- 23 ottobre - Ecco2k, rapper e produttore discografico britannico
- 23 ottobre - Matt Graham, sciatore freestyle australiano
- 23 ottobre - Nikki Hiltz, mezzofondista statunitense
- 23 ottobre - Donovan Isom, giocatore di football americano statunitense
- 23 ottobre - Yūsuke Kobayashi, calciatore giapponese
- 23 ottobre - Isabella Locatelli, rugbista a 15 italiana
- 23 ottobre - Víctor Moreno, calciatore colombiano
- 23 ottobre - Tomoko Muramatsu, calciatrice giapponese
- 23 ottobre - Margaret Qualley, attrice e modella statunitense
- 23 ottobre - Shavkat Rakhmonov, lottatore kazako
- 23 ottobre - Scott Tanser, calciatore inglese
- 24 ottobre - Audrey Albié, tennista francese
- 24 ottobre - Miguel Araujo, calciatore peruviano
- 24 ottobre - Bruma, calciatore guineense
- 24 ottobre - David Chaves Jiménez, giocatore di football americano spagnolo
- 24 ottobre - Jack Connors, calciatore irlandese
- 24 ottobre - Martin Fritz, combinatista nordico austriaco
- 24 ottobre - Craig Xen, rapper statunitense
- 24 ottobre - Stefano Gozzo, pallavolista italiano
- 24 ottobre - Nachjaree Horvejkul, attrice e cantante thailandese
- 24 ottobre - Mathieu Jaminet, pilota automobilistico francese
- 24 ottobre - Jordan Jones, calciatore nordirlandese
- 24 ottobre - Krystal, cantante e attrice sudcoreana
- 24 ottobre - James Lichtenstein, tuffatore statunitense
- 24 ottobre - Andrija Luković, calciatore serbo
- 24 ottobre - Tereza Martincová, tennista ceca
- 24 ottobre - Sean O'Malley, artista marziale misto statunitense
- 24 ottobre - Jalen Ramsey, giocatore di football americano statunitense
- 24 ottobre - Naomichi Ueda, calciatore giapponese
- 24 ottobre - Giuseppe della Vecchia, giocatore di football americano italiano
- 24 ottobre - Vidit Gujrathi, scacchista indiano
- 24 ottobre - Taylor Widener, giocatore di baseball statunitense
- 25 ottobre - Tevfik Akdamar, cestista turco
- 25 ottobre - Aleksa Avramović, cestista serbo
- 25 ottobre - Zoey Clark, velocista britannica
- 25 ottobre - Simon Gauzy, tennistavolista francese
- 25 ottobre - Aleksanteri Hakaniemi, cantante finlandese
- 25 ottobre - La Joaqui, cantante, rapper e attrice argentina
- 25 ottobre - Richard Jouve, fondista francese
- 25 ottobre - Jefferson Lerma, calciatore colombiano
- 25 ottobre - Matteo Lodo, canottiere italiano
- 25 ottobre - Gor Minasyan, sollevatore armeno
- 25 ottobre - Ray Robson, scacchista statunitense
- 25 ottobre - Franco Russo, calciatore argentino
- 25 ottobre - Riko Sawayanagi, tennista giapponese
- 25 ottobre - Tuure Siira, calciatore finlandese
- 25 ottobre - Delis Vargas, calciatore uruguaiano
- 26 ottobre - Daniel Andjelkovic, cestista svizzero
- 26 ottobre - Daniel Auer, ex ciclista su strada austriaco
- 26 ottobre - Behm, cantante finlandese
- 26 ottobre - Alexandria DeBerry, attrice e modella statunitense
- 26 ottobre - Bediha Gün, lottatrice turca
- 26 ottobre - Blake Hamilton, cestista statunitense
- 26 ottobre - Matthew Hudson-Smith, velocista britannico
- 26 ottobre - Vladimir Jovović, calciatore montenegrino
- 26 ottobre - Nilson Loyola, calciatore peruviano
- 26 ottobre - Jordan Morris, calciatore statunitense
- 26 ottobre - Olivia Nicholls, tennista britannica
- 26 ottobre - Josip Rumac, ex ciclista su strada croato
- 26 ottobre - Morgan Saylor, attrice statunitense
- 26 ottobre - Dar'ja Šmelëva, pistard russa
- 26 ottobre - Francisco Varela Martín, calciatore spagnolo
- 26 ottobre - T.J. Williams, cestista statunitense
- 27 ottobre - Lexie Brown, cestista statunitense
- 27 ottobre - Emanuele Buzzi, sciatore alpino italiano
- 27 ottobre - Mattia Contini, ostacolista italiano
- 27 ottobre - Ognjen Dobrić, cestista serbo
- 27 ottobre - Ahsen Eroğlu, attrice turca
- 27 ottobre - Samantha Gius, hockeista su ghiaccio italiana
- 27 ottobre - Dallas Moore, cestista statunitense
- 27 ottobre - Anthony Partipilo, calciatore italiano
- 27 ottobre - Tim Quarterman, cestista statunitense
- 27 ottobre - Stephanie Skilton, calciatrice neozelandese
- 27 ottobre - Craig Tanner, calciatore inglese
- 27 ottobre - Jessica Thomas, cestista statunitense
- 27 ottobre - Kurt Zouma, calciatore francese
- 28 ottobre - Agustín Allione, calciatore argentino
- 28 ottobre - Juan Boselli, calciatore uruguaiano
- 28 ottobre - Alejandro Catena, calciatore spagnolo
- 28 ottobre - Aaron Harrison, cestista statunitense
- 28 ottobre - Andrew Harrison, cestista statunitense
- 28 ottobre - Maro Itoje, rugbista a 15 britannico
- 28 ottobre - Harry Panayiotou, calciatore nevisiano
- 28 ottobre - Robin Zentner, calciatore tedesco
- 29 ottobre - Luke Fischer, cestista statunitense
- 29 ottobre - Jesper Gustavsson, calciatore svedese
- 29 ottobre - Lauretta Hanson, ciclista su strada australiana
- 29 ottobre - Danielle Hunter, giocatore di football americano statunitense
- 29 ottobre - Ilira, cantante svizzera
- 29 ottobre - Ivan, cantante e musicista bielorusso
- 29 ottobre - Lars Nieuwpoort, calciatore olandese
- 29 ottobre - Samuel Prakel, mezzofondista statunitense
- 29 ottobre - Gerald Takwara, calciatore zimbabwese
- 30 ottobre - Allerik Freeman, cestista statunitense
- 30 ottobre - Tucker Haymond, cestista statunitense
- 30 ottobre - Monty Ioane, rugbista a 15 australiano
- 30 ottobre - Janne Juvonen, hockeista su ghiaccio finlandese
- 30 ottobre - Dušan Kutlešić, cestista serbo
- 30 ottobre - Maro, cantautrice portoghese
- 30 ottobre - Karoline Pichler, ex sciatrice alpina italiana
- 30 ottobre - Jonah Seif, allenatore di pallavolo e ex pallavolista statunitense
- 30 ottobre - Korn Sirisorn, cantante e attore televisivo thailandese
- 30 ottobre - Michael Soosairaj, calciatore indiano
- 30 ottobre - Mohamed Soumaïla, calciatore nigerino
- 30 ottobre - Anna Tamminen, calciatrice finlandese
- 31 ottobre - Charlotte Chable, ex sciatrice alpina svizzera
- 31 ottobre - Connor Chapman, calciatore australiano
- 31 ottobre - John Egbunu, cestista nigeriano
- 31 ottobre - Andrea Fulignati, calciatore italiano
- 31 ottobre - Fabien Grellier, ciclista su strada francese
- 31 ottobre - Ksenija Il'čenko, pallavolista russa
- 31 ottobre - Sonia Malavisi, astista italiana
- 31 ottobre - Matvej Mamykin, ex ciclista su strada russo
- 31 ottobre - Diego Nunes, giocatore di calcio a 5 brasiliano
- 31 ottobre - Maxime Spano, calciatore francese
- 31 ottobre - Murilo Costa, calciatore brasiliano